# Жизел
„Жизел“ (на фр. Giselle, ou les Wilis) е балет в две действия на френския композитор Адолф Адам по либрето на Теофил Готие, Жан Корали и Жул-Анри Сен-Жорж, и хореография на Жан Корали и Жул Перо, с по-късни редакции на Мариус Петипа (1884 г.). Историята е вдъхновена от славянската легенда за вилите, описана от Хайнрих Хайне. „Жизел“ се счита за апотеоз на романтичния балет.

## Написване и премиера
Френският поет и романист Теофил Готие е увлечен от творчеството на Хайне. Чрез него се запознава със славянската легенда за вилите – духовете на девойки, изоставени пред олтара. Либретото на Готие разказва за младо момиче, което умира от несподелена любов, но благодарение на силата на любовта спасява любимия си от вилите и успява да спаси и себе си и да не се превърне в зъл дух.
Парижката опера прегръща идеята и поръчва на Адам да напише музиката за новата си прима – италианската балерина Карлота Гризи.
Премиерата е на 28 юни 1841 г. в Театъра на кралската музикална академия. В главните роли са: Карлота Гризи (Жизел), Люсиен Петипа (Албрехт), Жан Корали (Хиларион) и Адел Дюмилатр (Мирта).

## Постановки
След успеха в Париж балетът е поставен в Русия, Великобритания и Австрия (1842 г.), Италия (Ла Скала, 1843 г., музика на Байети), САЩ (1846 г.), Дания (1862 г.) и други страни.
През годините са правени редакции в хореографията от Мариус Петипа (1884 г.), Александър Горски (1907 г.), Михаил Фокин (1910 г.). Именно руските постановки поддържат интереса към произведението десетилетия наред.

## Сюжет

### Действащи лица
- Жизел – млада девойка
- Албрехт (Алберт) – аристократ, представящ се за селянин
- Хиларион (Ханс) – лесничей
- Мирта – царицата на вилисите
- Батилда – аристократка, годеница на Албрехт
- вилиси, селяни, аристократи

Действието се развива в малко село в Лотарингия. Девойката Жизел е влюбена в наскоро появилия се Албрехт, който отвръща на чувствата ѝ. На празника на гроздобера Жизел е избрана за принцеса на гроздобера и танцува в чест на Албрехт. Влюбеният в Жизел лесничей Хиларион (в някои постановки Ханс) разкрива пред всички, че Албрехт в действителност е херцогът на Силезия, който вече е сгоден за аристократката Батилда. Научавайки това, Жизел загубва разсъдъка си и умира.
Жизел е погребана в сърцето на гората, тъй като в селското гробище няма място за самоубийци. Албрехт и Хиларион са покрусени и посещават гроба ѝ през нощта. Принцът разбира, че неговите чувства към Жизел не са временно увлечение, а истинска любов, и е разкъсван от страдание и чувство за вина. Хиларион и Албрехт са обкръжени от вилите (зли духове на девойки, изоставени пред олтара) и тяхната кралица Мирта, които убиват всеки мъж, дръзнал да се появи в лоното им. Хиларион е убит от вилите, които го изтощават от танци и оставят да се удави в блатото. Духът на Жизел, воден от безмъртната си любов, се опитва да спаси Албрехт. С помощта на Жизел, Албрехт успява да дочака изгрева и да се спаси.

## Постановки в България
Жизел е поставяна на софийска и русенска сцена.
Премиерата в Русенска опера е на 14 юни 1958 г. Диригент е Борис Хинчев, хореограф – Асен Манолов, а художник – Лидия Йованеску. Втората премиера е на 23 декември 1975 г. Диригент е Иван Филев, хореограф – Петър Луканов, художник – Наташа Хренникова. Третата премиера е на 30 май 2006 г., когато хореографията отново е на Петър Луканов.